# Hyporhagus hispaniolae
Hyporhagus hispaniolae es una especie de coleóptero de la familia Monommatidae.

## Distribución geográfica
Habita en Haití.